# Pseudcraspedia punctata
Pseudcraspedia punctata es una especie de polillas de la familia Erebidae. Se encuentra en Asia, incluyendo Sikkim.
Tienen una envergadura de 14 mm.